# Saint-Laurent (Haute-Savoie)
Saint-Laurent ist eine französische Gemeinde im Département Haute-Savoie in der Region Auvergne-Rhône-Alpes.

## Geographie
Saint-Laurent liegt auf 659 m, östlich von La Roche-sur-Foron, etwa 25 Kilometer südöstlich der Stadt Genf (Luftlinie). Das Dorf erstreckt sich an aussichtsreicher Lage auf einer Geländeterrasse am unteren Nordhang des Sur Cou (Berggipfel der Bornes-Alpen), über der breiten Talniederung der Arve, im Pays Rochois.
Die Fläche des 10,96 km² großen Gemeindegebiets umfasst einen Abschnitt der nördlichen Bornes-Alpen. Das Hauptsiedlungsgebiet bildet die ungefähr einen Kilometer breite Terrasse von Saint-Laurent (rund 200 m über dem Arvetal gelegen). Von hier erstreckt sich das Gemeindeareal südwärts über einen steilen, dicht bewaldeten Hang bis auf die Kalkgipfel von Pointe de la Dent (1593 m) und Sur Cou (mit 1809 m die höchste Erhebung von Saint-Laurent). Im Osten bildet der Flusslauf des Borne, der hier die nördlichste Kette der Bornes-Alpen in den Gorges d’Eveaux durchbricht, die Gemeindegrenze.
Zu Saint-Laurent gehören neben dem eigentlichen Dorf mehrere Weilersiedlungen, nämlich (von Westen nach Osten, alle auf der Terrasse gelegen):
- Mornex (650 m)
- Sonnex (675 m)
- Moussy (680 m)

Nachbargemeinden von Saint-Laurent sind Amancy und Saint-Pierre-en-Faucigny im Norden, Glières-Val-de-Borne und La Roche-sur-Foron im Süden sowie Saint-Sixt im Westen.

## Geschichte
Das Gemeindegebiet von Saint-Laurent war bereits im Neolithikum besiedelt. Die Pfarrei Saint-Laurent besteht seit 1152.

## Sehenswürdigkeiten
Die Dorfkirche erhielt ihre heutige Gestalt im 19. Jahrhundert. Von der mittelalterlichen Burg Cornillon aus dem 11. Jahrhundert sind Ruinen erhalten.

## Bevölkerung
| Jahr                       | 1962 | 1968 | 1975 | 1982 | 1990 | 1999 | 2005 |
| Einwohner                  | 324  | 287  | 299  | 341  | 430  | 603  | 731  |
| Quellen: Cassini und INSEE |      |      |      |      |      |      |      |

Mit 836 Einwohnern (Stand 1. Januar 2022) gehört Saint-Laurent zu den kleinen Gemeinden des Département Haute-Savoie. In der ersten Hälfte des 20. Jahrhunderts nahm die Bevölkerungszahl kontinuierlich ab (1901 zählte Saint-Laurent noch 590 Einwohner). Seit Beginn der 1980er Jahre wurde jedoch wieder ein deutliches Bevölkerungswachstum verzeichnet.

## Wirtschaft und Infrastruktur
Saint-Laurent ist noch heute ein vorwiegend durch die Landwirtschaft geprägtes Dorf. Daneben gibt es einige Betriebe des lokalen Kleingewerbes und einige touristische Einrichtungen. Einige Erwerbstätige sind Wegpendler, die in den größeren Ortschaften der Umgebung sowie im Raum Genf-Annemasse ihrer Arbeit nachgehen.
Die Ortschaft liegt abseits der größeren Durchgangsstraßen, kann aber von La Roche-sur-Foron und von Bonneville leicht erreicht werden. Der nächste Anschluss an die Autobahn A40 befindet sich in einer Entfernung von rund sieben Kilometern. Saint-Laurent besaß einen Bahnhof an der Bahnstrecke Aix-les-Bains–Annemasse.